# David Petrus
David Petrus (* 1. srpna 1987 v Pardubicích) je český fotbalový útočník, od roku 2016 působící v TJ Sokol Živanice.

## Klubová kariéra
Svoji fotbalovou kariéru začal ve Spartaku Sezemice, odkud v průběhu mládeže přestoupil do Pardubic.

### FK Pardubice
V roce 2011 se propracoval do prvníh týmu, kde působil jako amatér, jelikož byl zaměstnancem pardubické věznice. V sezoně 2011/12 postoupil s týmem do 2. ligy. Celkem za mužstvo odehrál 30 zápasů, ve kterých vstřelil 9 gólů.

### FC Baník Ostrava
V létě 2013 přestoupil do Baníku Ostrava. Hráč ukončil zaměstnanecký poměr ve věznici a stal se profesionálním fotbalistou. S klubem podepsal kontrakt do konce sezony 2014/15. V 1. české lize debutoval v sezoně 2013/14 17. srpna 2013 proti 1. FK Příbram a byla to nevydařená premiéra, neboť Baník podlehl soupeři vysoko 0:4. První gól za tým vstřelil 22. září 2013 v 9. kole proti FC Slovan Liberec (výhra Ostravy 3:0).

### FC Hradec Králové (hostování)
V lednu 2015 zamířil na půlroční hostování s opcí do Hradce Králové, který o něj stál již v minulosti. V sezoně 2014/15 klub sestoupil do 2. české fotbalové ligy. V létě 2015 v klubu prodloužil hostování do konce kalendářního roku.

### TJ Sokol Živanice
Po konci hostování v Hradci Králové se Petrus přesunul na další hostování do nedalekých Živanic. V Divizi C zaujal natolik, že tam v létě 2016 přestoupil na trvalo. Od té doby dokázal s klubem postoupit do České fotbalové ligy.